# AEBN
AEBN, siglas de Adult Entertainment Broadcast Network, es una compañía pornográfica en línea estadounidense  especializada en la distribución de material a través de streaming en formato de vídeos y clips a la carta. Entre sus filiales se encuentra PornoTube.

## Historia
La AEBN se fundó en 1999. En aquel momento, la tecnología de transmisión de vídeo estaba todavía en creación. La AEBN desarrolló y lanzó un servicio de vídeo bajo demanda para adultos que ahora sirve como modelo ampliamente reconocido de distribución de contenidos para la industria para adultos. El modelo de pago por minuto de la AEBN es un estándar en la pornografía en línea. En 2004, comenzó a ofrecer sus plantillas de cine en otros idiomas además del inglés.
Con sede en Charlotte (Carolina del Norte), la AEBN ofrece más de 100 000 títulos e incluye material de al menos 1 500 estudios diferentes con 10 millones de suscriptores en todo el mundo, a fecha de 2011.

## Estudios y otras adquisiciones
En enero de 2007, AEBN anunció su fusión con NakedSword.com, una de las mayores empresas de pornografía gay en Internet. La fusión proporcionó a AEBN una gran cantidad de contenido gay de estudios como COLT y Falcon, así como un nombre de marca fuerte en el mercado gay. NakedSword mantuvo su sede independiente en San Francisco (California), dando a AEBN oficinas tanto en la costa este como en la costa oeste.
En 2009, AEBN se fusionó con otra empresa gay para adultos, Raging Stallion Studios, y su sello hermano, Pistol Media. La fusión también incluyó el programa de afiliados Gunzblazing de Pistol Media. Raging Stallion Studios también tiene su sede en San Francisco y es uno de los mayores productores mundiales de películas para adultos homosexuales.
El 19 de diciembre de 2010, AEBN compró Falcon Studios por una suma no revelada.
AEBN fusionó Falcon Studios y Raging Stallion, aunque la empresa afirmó que ambas marcas seguirían siendo distintas y que la producción de AEBN se mantendría constante en 60 títulos de DVD al año, de los cuales 40 procederían de Raging Stallion. James Hansen, director ejecutivo de Falcon, permanecería en la empresa como director financiero de Falcon Studios.

## Otras empresas
AEBN lanzó la plataforma Xobile en abril de 2005, que ofrecía material para adultos en dispositivos móviles. Xobile era conocida por su campaña "PornMyPortable", con contenido para adultos diseñado específicamente para funcionar con dispositivos de entretenimiento móviles como el iPod y la PSP de Sony. El 5 de marzo de 2010, AEBN anunció el relanzamiento de su plataforma de porno para móviles Xobile, que incluía un "rediseño masivo".
AEBN anunció sus planes de organizar los primeros premios anuales VOD en 2005. Los ganadores de los premios se eligen en función de los hábitos de visionado de los usuarios de los sitios y de las ventas por minuto en salas durante el año natural precedente.
A principios de 2006, AEBN puso en marcha xPeeps.com, un sitio de citas de contenido pornográfico que consiguió 300.000 usuarios en sus primeros ocho meses. En 2007, AEBN creó un sitio de citas similar a xPeeps, pero específico para la comunidad fetichista, llamado SocialKink.com.
En 2008, AEBN presentó un producto llamado RealTouch, una funda equipada con "cinturones, chorros, elementos calefactores y otros artilugios" que se coloca sobre el pene y sincroniza las sensaciones con un vídeo en línea especialmente producido. Representantes de la empresa hicieron una demostración del dispositivo en la AVN Adult Entertainment Expo de 2009 en Las Vegas (Nevada) y salió a la venta en noviembre de 2009.